# ГЕС Баламбано
ГЕС Баламбано – гідроелектростанція в Індонезії, на Південно-Східному півострові острова Сулавесі. Знаходячись між ГЕС Ларона (вище по течії) та ГЕС Кареббе, входить до складу каскаду на річці Ларона, яка витікає з озера Товуті (нижнє в системі озер Малілі) та впадає до затоки Боне (розділяє Південний та Південно-Східний півострови Сулавесі і відкривається на південь у море Флорес).
В межах проекту річку перекрили греблею із ущільненого котком бетону висотою 95 метрів та довжиною 351 метр, яка потребувала 534 тис м3 матеріалу та утримує водосховище з об’ємом 31,5 млн м3.
Пригреблевий машинний зал обладнано трьома турбінами типу Френсіс потужністю по 68,5 МВт, які працюють при напорі від 83,5 до 86,5 метрів.
Як і інші станції каскаду, ГЕС Баламбано належить гірничодобувному гіганту Vale, якому потрібна велика кількість електроенергії для забезпечення нікелевого комбінату у Соровако.